# 真理之民以色列之家会堂
真理之民以色列之家会堂（Congregation Baith Israel Anshei Emes）常被称为“凯恩街犹太会堂”（Kane Street Synagogue），是一个犹太教保守派犹太会堂，位于美国纽约市布鲁克林科布尔山凯恩街236号。它目前是布鲁克林最古老的连续使用的犹太会堂。
该会堂成立于1856年，为长岛第一个犹太会堂，并雇用亚伯·怀斯为拉比。由于传统派和改革派之间的紧张关系，导致后者在1861年另外组建犹太教改革派的以罗欣之殿会堂。
该会堂在20世纪初几乎关闭，但在1905年雇用以色列Goldfarb作为拉比，购买其现有的建筑，1908年与Talmud Torah Anshei Emes的合并，重新振兴了会堂。著名作曲家阿隆·科普兰在1913年在此庆祝他的成年仪式，高盛总裁 Sidney Weinberg1920年在此结婚。
信徒在20世纪20年代达到顶峰，但随着大萧条的开始稳步下降，到20世纪70年代达到最低点，然后有所恢复。会堂在2004年翻修了学校/社区中心，2008年又开始翻修圣所。

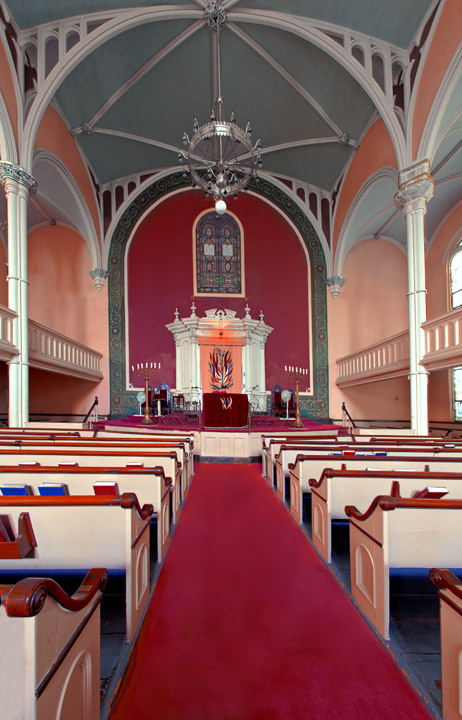

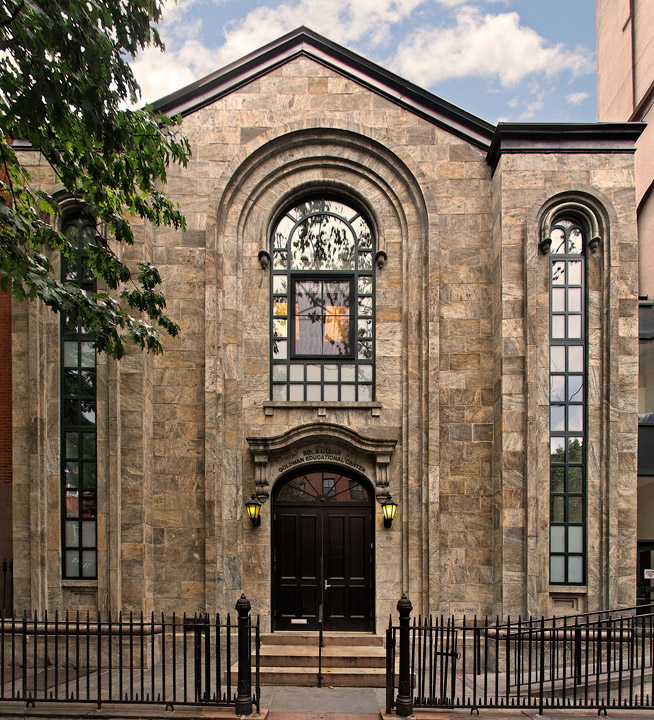